# Ibrahim Koroma (ur. 1989)
Ibrahim Marcel Koroma (ur. 17 maja 1989 we Freetown) – sierraleoński piłkarz występujący na pozycji obrońcy.

## Kariera klubowa
Koroma karierę rozpoczynał w 2005 roku w zespole Kallon FC. W 2006 roku zdobył z nim mistrzostwo Sierra Leone, a w 2007 roku Puchar Sierra Leone. W 2008 roku był stamtąd wypożyczony do amerykańskiego DC United. W jego barwach nie zagrał jednak ani razu.
W 2009 roku Koroma wyjechał do Szwecji, by grać w tamtejszym trzecioligowcu, Motala AIF. W 2010 roku podpisał kontrakt z klubem Trelleborgs FF z Allsvenskan. Zadebiutował tam 2 sierpnia 2010 roku w wygranym 1:0 pojedynku z Halmstadem. 16 września 2010 roku w wygranym 3:0 spotkaniu z IF Brommapojkarna strzelił pierwszego gola w Allsvenskan. Następnie grał w Varbergs BoIS, Lyngby BK, Husqvarna FF i Motala AIF.

## Kariera reprezentacyjna
W reprezentacji Sierra Leone Koroma zadebiutował 17 czerwca 2007 roku w przegranym 0:6 meczu kwalifikacji do Pucharu Narodów Afryki 2008 z Mali. Od 2007 do 2014 rozegrał w kadrze narodowej 18 meczów.